# Wacław Gabczyński
Wacław Gabczyński ps. „Dan”, „Felek”, „Górniak”, „Grabowski” (ur. 10 kwietnia 1906 w Łodzi, zm. 1 lipca 1965 tamże) – działacz komunistyczny, funkcjonariusz aparatu bezpieczeństwa PRL.

## Życiorys
Syn robotnika Walentego, do 1920 uczył się w szkole fabrycznej i szkole powszechnej, później pracował w fabryce wyrobów bawełnianych. W 1924 wstąpił do Związku Młodzieży Komunistycznej (ZMK) (później Komunistycznego Związku Młodzieży Polski (KZMP)) i Komunistycznej Partii Polski (KPP). Działał w dzielnicy Łódź-Górna, gdzie był sekretarzem dzielnicowym KPP, a także członkiem Egzekutywy Komitetu Obwodowego KPP w Łodzi. Kilka razy był aresztowany za działalność komunistyczną, w 1926 jako członek Komitetu Łódzkiego (KŁ) ZMK/KZMP zatrzymany, zwolniony z braku dowodów. Od 1927 był sekretarzem Okręgowego Wydziału Wojskowego KPP w Łodzi, 29 stycznia 1928 został aresztowany i skazany na 4 lata więzienia (po apelacji wyrok zmniejszono do 2 lat); karę odbywał w więzieniach w Łodzi, Piotrkowie i Wronkach. Po wyjściu z więzienia w 1930 powołany został do służby wojskowej, odbywał ją w kompanii karnej 27 pp w Częstochowie. Wśród żołnierzy utworzył wraz z Czesławem Szymańskim koło rewolucyjne, nawiązał też kontakt z częstochowską organizacją KPP, która dostarczała na potrzeby tego koła czasopisma, broszury i odezwy. Po zwolnieniu z WP wrócił do działalności w KPP w Łodzi, kierował pracą Komitetu Dzielnicowego (KD) KPP i obsługiwał okręg KPP z ramienia Komitetu Łódzkiego. W 1923, podczas strajku włókniarzy, był przewodniczącym komitetu strajkowego, za co został ponownie aresztowany; po zwolnieniu kierował Lewicą Związkową. Na polecenie Wydziału Wojskowego KC KPP skierowany do pracy wśród żołnierzy w Dowództwie Okręgu Korpusu (DOK) nr I w Warszawie, potem Obwodzie Warszawa-Podmiejska i DOK IV w Łodzi. W styczniu 1935 został aresztowany w Gnieźnie, zwolniony z braku dowodów, po czym skierowany przez władze KPP do Narodowych Klubów Robotniczych z zadaniem rozbicia ich od wewnątrz. Działał również w MOPR. W latach 1938–1939 pracował w przędzalni Lorentza, gdzie był delegatem związkowym.
Na początku niemieckiej okupacji został aresztowany i osadzony w obozie w Radogoszczu, potem w Rzeszowie, skąd wkrótce zbiegł do Łodzi. W 1940 wywieziony na roboty przymusowe do Niemiec, do Verden, gdzie pracował w cegielni i jako robotnik komunalny. W latach 1941–1945 był więźniem obozu karnego w Liebenau k. Hanoweru.
Po wojnie wrócił do Polski i wstąpił do Polskiej Partii Robotniczej (PPR) oraz został funkcjonariuszem aparatu bezpieczeństwa, a w 1948 do Polskiej Zjednoczonej Partii Robotniczej PZPR. Był pracownikiem Wydziału II Departamentu IV MBP (1945–1949), następnie oddziału MBP w Gdańsku i Czerwieńsku (1949–1953). W latach 1953–1959 był dyrektorem przedsiębiorstw, m.in. Zakładów Przemysłu Graficznego w Poznaniu, Zgorzeleckich Zakładów Wyrobów Skórzanych i Łaźni Miejskich w Łodzi.
Odznaczony został m.in. Krzyżem Oficerskim Orderu Odrodzenia Polski i Srebrnym Krzyżem Zasługi. Pochowany został na cmentarzu Doły w Łodzi.